# Севидов, Александр Владимирович
Алекса́ндр Влади́мирович Севи́дов (укр. Олександр Володимирович Севідов; род. 18 июля 1969, Донецк) — советский и украинский футболист, тренер.

## Карьера игрока
Воспитанник донецкого «Шахтёра». Играл в дублирующем составе клуба, провёл 1 матч в Кубке Федерации футбола СССР, в 1987 году, против харьковского «Металлиста». Во время воинской службы защищал цвета второй команды московского ЦСКА. В дальнейшем выступал за украинские клубы «Заря» (Луганск), «Металлург» (Запорожье), «Кривбасс», «Металлург» (Донецк) и за российские «Торпедо» (Москва) и УралАЗ.

## Тренерская карьера
После окончания карьеры игрока стал работать тренером. С 2001 года по 2004 год, с перерывом работал в системе донецкого «Металлурга». В сезоне 2002/03 вместе с командой стал бронзовым призёром чемпионата Украины. С 2004 года по 2005 год был главным тренером днепродзержинской «Стали» и вместе с командой стал победителем Второй лиги Украины и вышел в Первую лигу.
Летом 2005 года был назначен на должность главного тренера в донецком «Металлурге». Летом 2005 года «Металлург» участвовал в квалификации Кубка УЕФА, во втором отборочном раунде клуб обыграл венгерский «Шопрон» (0:3, 1:2). В следующем раунде «Металлург» уступил греческому ПАОКу (1:1, 2:2), за счёт гола на выезде. При Севидове заиграли в составе «Металлурга» Алексей Полянский и Владимир Приемов. В марте 2006 года, написав заявление по собственному желанию, был уволен.
Летом 2006 года возглавил харьковский «Гелиос» из первой лиги. Также Александр Севидов мог возглавить минское «Динамо» или национальную сборную Ирана. В команде проработал один сезон, после чего возглавил молдавский «Зимбру», хотя также мог стать тренером полтавской «Ворсклы». Летом 2008 года по взаимному согласию с клубом расторг контракт. Затем мог возглавить мариупольский «Ильичёвец».
В 2008 году Севидов мог возглавить «Амкар», «Оболонь» или «Шинник».
В октябре 2009 года возглавил «Крымтеплицу» Молодёжный из первой лиги, также мог возглавить «Оболонь». Был в числе кандидатов на пост тренера «Александрии». Под руководством Севидова тепличники провели 36 матчей (16 побед, 9 ничьих и 11 поражений) в первой лиге и 2 матча (1 победа и 1 поражение) в Кубке Украины.
В марте 2011 года ушёл в отставку, а в апреле стал главным тренером ужгородской «Говерлы-Закарпатье», которая в результате стала чемпионом первой лиги.
Профессиональная футбольная лига Украины по итогам сезона 2011/12 назвала Севидова лучшим тренером. 13 июня 2013 года отставка с поста главного тренера была принята руководством клуба.
19 июня 2013 года подписал контракт с львовскими «Карпатами», соглашение было рассчитано на три года. 16 июня 2014 года по обоюдному согласию сторон ушёл с поста главного тренера.
4 июня 2015 года подписал контракт с харьковским «Металлистом». Под его руководством в 23 матчах команда одержала 3 победы (включая одну техническую, над расформированным запорожским «Металлургом»), при 8 ничьих и 12 поражениях. В апреле 2016 года подал в отставку.
В июне 2016 года был назначен главным тренером мариупольского «Ильичёвца». В сентябре 2017 года по обоюдному согласию сторон расторг контракт с клубом. За период своей работы вернул мариупольский клуб в элиту украинского футбола в статусе чемпиона первой лиги, также под его руководством «Мариуполь» провел 9 туров в УПЛ, где одержал 5 побед (включая одну техническую, над киевским «Динамо»), дважды сыграл вничью и столько же потерпел поражений.
В январе 2019 года возглавил болгарский клуб «Верея», который уже в конце марта покинул из-за смены руководства клуба.
В 2020 году, решением контрольно-дисциплинарного комитета УАФ, был отстранён от любой деятельности связанной с футболом на 5 лет и ещё 5 лет условно (с испытательным сроком 2 года), за участие в организации договорных матчей. После апелляции Комитета по этике и чесной игре УАФ, наказание было ужесточено до пожизненной дисквалификации

## Достижения
- Бронзовый призёр чемпионата Украины: 2002/03
- Победитель Первой лиги Украины (2): 2011/12, 2016/17
- Победитель Второй лиги Украины: 2003/04